# Принудительная вербовка на флот

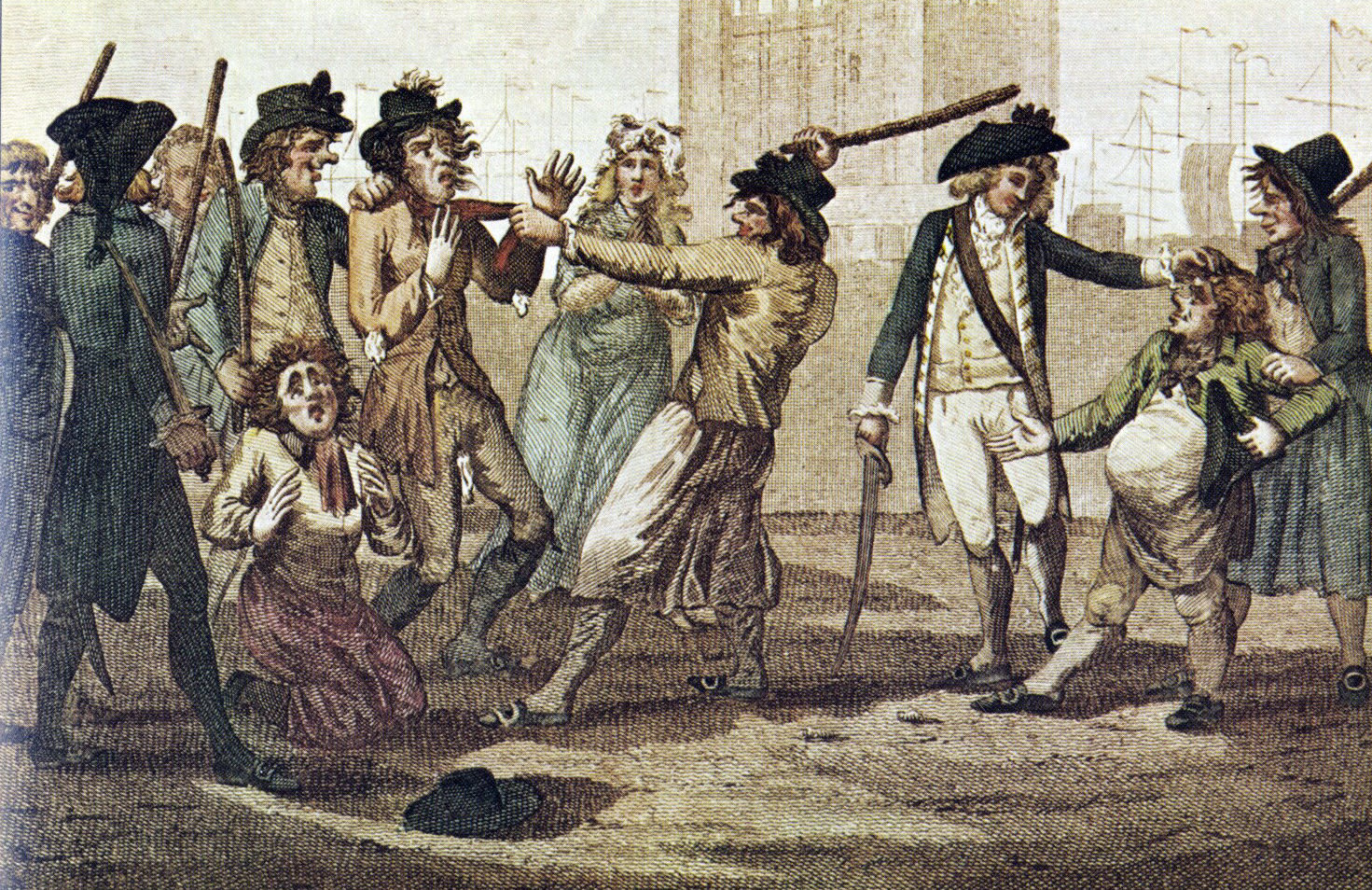
Принудительная вербовка. Карикатура 1780-х годов

Принудительная вербовка на флот (англ. Impressment) означает насильственный набор мужчин в военно-морские силы с предварительным уведомлением или без такового. Принудительную комплектацию, осуществляемую различными средствами, использовали военно-морские силы нескольких стран. Значительный размер Королевского военно-морского флота Великобритании в парусную эпоху означал, что принудительная вербовка была чаще всего связана с Великобританией. Её использование началось с 1664 года и продолжалась до начала XIX века: она применялась Королевским военно-морским флотом Великобритании в военное время как средство комплектации экипажей военных судов, хотя юридическое одобрение этой практики ведёт начало со времён английского короля Эдуарда I. Королевский военно-морской флот принудительно вербовал многих моряков британского торгового флота, а также некоторых моряков из других стран. В число лиц, подлежащих принудительной вербовке, входили «удовлетворяющие требованиям мужчины с мореходными навыками в возрасте от 18 до 55 лет». Также принудительно вербовались и не моряки, хотя и редко.
Принудительную вербовку жёстко критиковали те, кто считал, что она противоречит британскому праву: в то время, в отличие от жителей других стран, британские подданные не подлежали призыву на воинскую службу, если не считать краткого опыта принудительной вербовки в армию с 1778 по 1780 годы. Хотя население в целом выступало против призыва, законность принудительной вербовки многократно подтверждали суды, поскольку она считалась жизненно важной для поддержания мощи флота и, разумеется, для сохранения жизнеспособности государства.
Принудительная вербовка использовалась в основном Королевским военно-морским флотом, что отражало его размер и существенный спрос на личный состав. Хотя в военное время военно-морские силы других европейских государств использовали принудительную комплектацию, в целом такая комплектация продолжала практику призыва, применяемого большинством европейских армий со времён наполеоновских войн. Американский Континентальный флот (предшественник современного Военно-морского флота США) не использовал, однако, принудительную вербовку во время войны за независимость США.
Принудительная вербовка моряков американских судов вызвала серьёзную напряженность между Великобританией и США в годы, предшествующие англо-американской войне 1812—1815 годов. После разгрома Наполеона в 1814 году Великобритания прекратила такую практику вербовки, тем не менее принудительный набор в военное время не отошёл в прошлое совсем и периодически применялся до 1960-х.

## Основные черты
Принудительная вербовка на флот отличалась прежде всего принудительным характером и произволом — новобранцы принуждались к службе силой, внешне процесс напоминал арест (без предъявления ордера), причём производился без предупреждения и часто без соблюдения даже минимальных формальностей, требуемых законом.
Набранные таким образом люди попадали под власть флота, и оказывались вне юрисдикции гражданских судей. Те в большинстве не оспаривали действий наборщиков на своей территории. Этому способствовало и отношение британской общественности — о флоте вспоминали только в связи со сражениями, об остальном предпочитая не знать, и удалённость завербованных от берега и от общества вообще.
Служба была бессрочной. Завербованный мог быть уволен только если становился негоден к службе (увечье или смерть), либо его корабль выводился из активного состава (англ. Decommissioned), обычно с наступлением мира.

## История
Впервые принудительная вербовка была применена в 1664 году, во времена Карла II. В отличие от других европейских стран Англия, будучи издавна парламентской монархией, имела только добровольную службу и ополчение. Поскольку в стране отсутствовала классическая феодальная зависимость, рекрутирование было также невозможно. Тем не менее, корона прибегала к чрезвычайным актам на случай войны, и один из них допускал принудительный набор.
Формально принудительной вербовке подлежали «удовлетворяющие требованиям мужчины с мореходными навыками в возрасте от 18 до 55 лет». На самом деле в моменты острой нужды забирали всех, кто попадал под руку, при условии что это были лица мужского пола — от подростков до пенсионеров. Возраст и пригодность определял на глаз командир наборной партии (англ. press gang), и если поблизости не было властей и закона, он на своё усмотрение мог игнорировать бумаги об освобождении от принудительной вербовки, чем широко пользовался.
Существовали правила о денежном вознаграждении за приём на службу (например, «королевский шиллинг»). Но на деле при соблюдении ограничений укомплектовать постоянно растущий флот было невозможно, и их обходили или полностью отбрасывали. Существовала постоянно действующая береговая служба набора. Собранные ею люди поступали в так называемые депо (англ. Naval depot), откуда распределялись по заявкам кораблей. Кроме того, корабли во время стоянки могли сами отряжать на берег партии (англ. Press gangs) для пополнения собственной команды.
Существовала и практика принудительной вербовки в море: корабли Его Величества останавливали торговые, в том числе Ост-Индские, на обратном пути и забирали моряков с них. Известен случай, когда весь экипаж ост-индца был снят флотом в устье Темзы, а корабль в доки привели специально для этого набранные гринвичские пенсионеры.
Одной из причин войны 1812 года, хотя и не названной официально, стала практика принудительной вербовки в британскую службу натурализованных американских моряков. Королевский флот не признавал натурализации британских дезертиров, и инциденты с досмотром американских кораблей и принудительной вербовкой обнаруженных бывших британцев породили немало вражды. Лозунг «Свобода торговли и права моряка» несли на флаге многие из кораблей США.
Фактически принудительная вербовка изжила себя с концом Наполеоновских войн. Последний раз практика принудительной вербовки применялась в 1814—1815 годах, хотя на бумаге сохранялась весь XIX век. Но, в отсутствие крупных войн, введение новых видов набора, таких как срочная служба (с 1853 года), позволило удовлетворить нужды флота.
Принудительный набор в военное время возрождался в Британии несколько раз, вплоть до 1960 года, но уже совсем в других условиях.

### Численность и динамика
Принудительная вербовка рассматривалась как мера военного времени, применяемая, когда нужда флота в людях резко возрастала. Флот с началом войны увеличивался в несколько раз по сравнению с мирным. Но в период Революционных, и особенно Наполеоновских войн, периоды мира сокращались, а сами войны затягивались. Поэтому из однократной разовой меры принудительная вербовка превратилась в повседневность. Одновременно обострилась нехватка в людях, и практика набора любой ценой, невзирая на нарушения, стала обычным делом.
Одно из исследований по периодам Войны за австрийское наследство, Семилетней и Американской революционной войн и периодам мира между ними, даёт следующие цифры:
| Мирное время | Военное время | Королевский Флот | Приватиры | Торговый флот | Всего   |
| ------------ | ------------- | ---------------- | --------- | ------------- | ------- |
| 1736—1738    |               | 14 845           |           | 35 239        | 50 084  |
|              | 1739−1748     | 43 303           | 2602      | 30 392        | 75 997  |
| 1753−1755    |               | 17 369           |           | 40 862        | 58 231  |
|              | 1756−1763     | 74 771           | 3286      | 37 584        | 115 641 |
| 1763−1775    |               | 18 540           |           | 50 903        | 69 443  |
|              | 1775−1783     | 67 747           | 3749      | 44 947        | 116 443 |

Как видно из таблицы, флот военного времени по численности уже тогда в 3−4 раза превосходил флот мирного, при этом во время войны за обученных моряков конкурировали не только торговый флот, но ещё и приватиры. Численность обученных оставалась примерно одинакова, вернее, росла в согласии с темпами роста экономики, которые не шли в сравнение со скачкообразным ростом флота в начале каждой войны. Разница покрывалась за счёт неквалифицированной рабочей силы и принудительной вербовки.
Учитывая, что жалование королевского матроса не менялось с 1653 года, и к тому времени составляло около половины жалования в торговом флоте, учитывая суровую дисциплину на кораблях британского флота и отсутствие многих привилегий, неудивительно что добровольцев всегда не хватало.
Революционные и Наполеоновские войны стали временем беспрецедентного роста флота, и нужда в людях росла соответственно. Сама по себе длительность войн (1793−1815) уже могла создать трудности комплектования, а в сочетании с ростом численности (с 303 вымпелов в 1794 году до 646 в 1799, не считая 597 захваченных приватиров всех национальностей) породила настоящий кризис. Штатные экипажи британских кораблей были меньше аналогичных французских, и все равно недостаток людей стал хроническим. По сути, только флагманские корабли и Флот Канала были укомплектованы полностью, остальные ходили с некомплектом, восполняя его при каждом удобном случае.

### Качество новобранцев
В большинстве новобранцы были людьми, не имевшими отношения к морской службе. Их единственной «квалификацией» было то, что они попались на глаза наборщикам. Но среди попадавших под принудительную вербовку были и моряки торгового флота, что вызывало их откровенную враждебность. В общем, они имели освобождение от принудительной вербовки, чтобы не оголять купцов, но в особых обстоятельствах это позволялось нарушать, и флот широко пользовался исключением.
Каждый новобранец проходил осмотр, в том числе медицинский, на пригодность. Теоретически, врач мог отбраковать человека по здоровью, но подобные случаи были крайне редки. Нехватка людей была такова, что любой имеющий целые руки и ноги считался годным, а на такой отбор ещё на берегу способен был командир партии. В сомнительных случаях капитан не стеснялся использовать свою власть для давления на врача.
После опроса офицером (как правило 1-м лейтенантом) новобранец заносился в судовую роль, с присвоением звания (англ. rating) и назначением соответствующего жалования. Званий могло быть два: обученные моряки получали звание «матрос» (англ. Ordinary Seaman (дословно — «обычный моряк») или англ. Able Seaman (дословно — «знающий моряк»)), не имеющие опыта — звание «сухопутный» (англ. Landsman). Специалисты в отдельных ремеслах (плотник, медник, кок и т. д.) получали звание (обычно — помощника соответствующего специалиста на корабле), только продемонстрировав свои навыки.
Завербованные новобранцы, естественно, были в самом низу лестницы, с точки зрения как оплаты, так и отношения остальных. Они, как правило, использовались на тяжёлых физических работах, не требующих особых умений: приборка и погрузка, выхаживание якоря на кабестане, выборка и отдача снастей с палубы (по мачтам посылались только матросы), и множества им подобных. Сами они рассматривали своё положение как род тюремного заключения, и рвения к работе не проявляли. Со временем, и при желании, они приобретали матросские навыки, а с ними возможность повышения и интерес к своему делу, но вначале качество таких моряков было низким. Флот всегда полагался на обучение «на ходу», где неспособные очень скоро выбывали (калечились или гибли), а остальные подтягивались до минимально необходимого уровня. Тому способствовали как опасности самой профессии, так и дисциплина, предусматривавшая телесные наказания. В свою очередь, это создавало хроническую нехватку рабочих рук.
К началу войны 1812 года команды были настолько разбавлены «сухопутными», что даже привычка к победе, прочно установившаяся в Королевском флоте и выручавшая его много раз, не помогла: в 1812−1813 годах встречавшиеся один на один с американскими кораблями британские проигрывали бой за боем. Именно так были одержаны победы американскими кораблями USS Constitution, USS President, USS Wasp, USS Essex, укомплектованные первоклассными моряками, только добровольцами. И наоборот, при первой же дуэли хорошо подготовленного британского HMS Shannon против американского USS Chesapeake с командой среднего качества победили британцы.

### Дезертирство

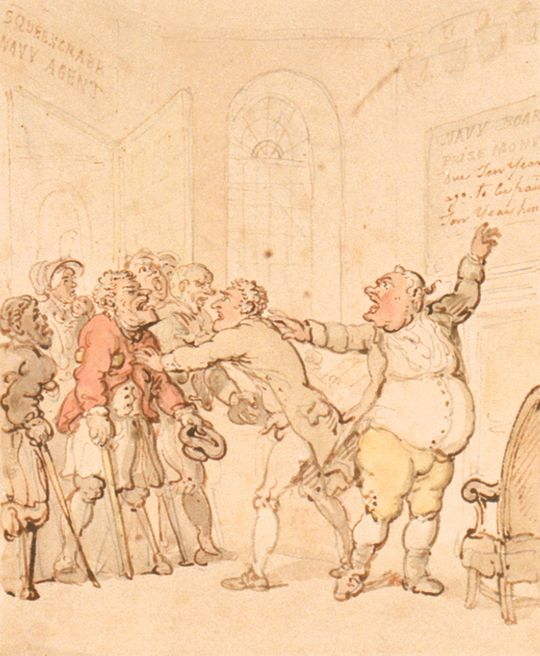
Отказ ветеранам в призовых деньгах, гравюра XIX в.

Независимо от способа набора, дезертирство процветало как в Королевском флоте, так и среди приватиров и торговых моряков. Точных цифр не существует, но по некоторым оценкам, его уровень достигал 25 % всех новобранцев В докладе от 1803 года о предлагаемых реформах флота Нельсон писал, что с 1793 флот потерял от дезертирства 42 000 человек..
Большинство дезертировало в первые месяцы. Сталкиваясь с реальностью службы на корабле, не подготовленные к ней люди стремились сбежать любой ценой. Порядки в Королевском флоте прямо отражали положение дел: недавно завербованные содержались под стражей до выхода в море, сход на берег им запрещался, для остальных категорий он был сильно ограничен, вместо этого на борт во время стоянки (с разрешения капитана) допускались родственники и «подруги». Даже мёртвые, которых хоронили в море, зашивались в парусину особым образом: последний стежок (так называемый стежок покойника, англ. Dead man's stitch) делался иглой через нос, чтобы убедиться что человек мёртв. Считается, что причиной тому стали случаи дезертирства людей, притворившихся мёртвыми.
Сочетание высокой доли насильственно завербованных, жёстких порядков и долгих периодов бездействия в порту упоминается среди причин мятежей в Спитхеде и Норе в 1797 году.
Через несколько месяцев уровень дезертирства резко шёл на спад, через год его практически не было. Кроме привычки к службе, новобранцы приобретали чувство товарищества, и их удерживала мысль о заработанном за это время жаловании. Жалование постоянно задерживалось, и через год появлялся шанс его впервые получить. Кроме того, дезертир лишался права на призовые деньги, если они причитались.

## Легальные основания
Первые письменные санкции на подобный набор известны ещё со времён короля Эдуарда I. Тогда принудительно вербовались в основном моряки торгового флота, в том числе не английские.
Первый акт Парламента, одобривший практику, был принят в правление Елизаветы I, в 1563 году. До 1631 он неоднократно обновлялся. Акт о бродяжничестве 1597 года впервые ввел категории лиц, подлежащих принудительной вербовке.
Вербовочный акт 1703 года был проведён «для умножения моряков, и поощрения мореплавания, и защиты угольной торговли». Он дал местным приходам право направлять мальчиков в морскую службу и подтвердил что бродяги, нищие и бездомные подлежат принудительной вербовке. В 1740 возраст призываемых был ограничен рамками с 18 до 45 лет, а набор иностранных подданных исключался.
В 1708 году был принят акт, запрещавший принудительную вербовку в американских водах, но без указания, касается ли он только флота или также гражданских властей, и без уточнения, идёт ли речь только о текущей войне или акт действует и в будущем. Разумеется, Великобритания и американские колонии трактовали это расхождение каждый в свою пользу. В результате Парламент принял новый акт от 1746 года, разъяснявший, что принудительная вербовка незаконна в Вест-Индии, но не в Северной Америке.
Хотя практика принудительной вербовки прекращалась в 1815, последний правовой акт, подтверждающий её законность, был принят в 1835 году. Юридически возможность принудительной вербовки сохранялась до начала 1900-х годов.
Когда корабль применял принудительную вербовку самостоятельно, капитан получал письменное разрешение (англ. Warrant) Адмиралтейского комитета, где говорилось, например, следующее:

По указу Тайного совета Его Величества, данному в … день ноября … года, настоящим вам даётся власть вербовать на службу на кораблях и судах, ходящих по морям и рекам, столько моряков, людей морских занятий,… или иных пригодных для работы на корабле, сколько будет необходимо для комплектования вверенных вам, или других, кораблей Его Величества, с выдачей каждому набранному одного шиллинга вербовочных денег…
Во исполнение сего ни вам, ни кому-либо из офицеров, кому исполнение поручено, не вымогать и не принимать никаких денег, услуг, подношений, или любого иного вознаграждения за освобождение, обмен, или увольнение от службы… людей, подлежащих вербовке, за что отвечаете головой.
Исполнение не доверять никому, кроме патентованных офицеров, чьё имя и звание вписать на обороте сего, как знак выданного им поручения, с приложением вашей руки и печати…
Оригинальный текст (англ.)In pursuance of His Majesty's Order in Council, dated the ... day of November ..., We do hereby Impower and Direct you to impress, or cause to be impressed so many Seamen, Seafaring men and Persons whose Occupations or Callings are to work in Vessels and Boats upon Rivers, as shall be necessary either to Man His Majesty's Ship under your Command or any other of His Majesty's Ships, giving into each Man so impressed One Schilling for Press Money.

And in the execution hereof, you are to take care that neither yourself nor any Officer authorised by you do demand or receive any Money, Gratuity, Reward or other Consideration whatsoever, for the Sparing, Exchanging or Discharging any Person or Persons impressed or to be impressed as you will answer for it at your peril.

You are not to entrust any Person with the execution of this Warrant, but a Commission Officer and to insert his Name and Office in the Deputation on the other side hereof, and set your Hand and Seal thereto ---

Иными словами, капитан получал власть применять принудительную вербовку напрямую от Короны или через Адмиралтейство и мог передавать её подчиненным офицерам.
Критики принудительной вербовки считали, что она противоречит неписаной «конституции» страны. Но суды раз за разом поддерживали эту практику на том основании, что война составляет чрезвычайные обстоятельства и подобные действия необходимы для жизнеспособности флота и, как следствие, королевства.

## Другие формы набора
Параллельно с принудительным продолжала существовать система добровольного набора. Добровольцам полагались проездные деньги и двухмесячное жалование вперёд. Из них они должны были приобрести одежду и матросское имущество у баталера. Часто в покупки включалась и подвесная койка — гамак.
В 1795 году, при кабинете Уильяма Питта, актом Парламента была введена система квот. Больше всего она напоминала рекрутский набор. Каждое графство должно было за год выставить определённое число людей для морской службы. Число зависело от размера населения и числа портовых городов. Так, Лондон должен был дать 5704 человека, а Йоркшир, самое большое из графств, только 1081. Однако качество людей контролировать было невозможно. Местные суды использовали квоты как способ избавить свой город или графство от нежелательных элементов, большей частью мелких преступников. Так как в английских тюрьмах XVIII века условия были весьма тяжёлыми, многие находившиеся там лица предпочитали службу на военном флоте заключению или высылке в колонии. Недостатком такого способа набора было то, что появление мелких преступников в команде корабля никак не способствовало поддержанию высокого уровня дисциплины. Ещё одним неприятным следствием стало занесение инфекционных болезней (например, тифа) на относительно здоровые до этого корабли.